# Crytea mesomelas
Crytea mesomelas är en stekelart som beskrevs av Heinrich 1968. Crytea mesomelas ingår i släktet Crytea och familjen brokparasitsteklar. Inga underarter finns listade i Catalogue of Life.